# Nigel Shafran
Nigel Shafran est un photographe britannique né en 1964. Il a d'abord travaillé en photographie de mode avant de se tourner vers la photographie d'art.

## Expositions
- 2008, Rencontres d'Arles

## Collections, musées
- Victoria and Albert Museum
- Simmons and Simmons, Londres